# FIBA男子世界排名
| 排名                          | 變化 | 隊伍       | 積分  |
| ----------------------------- | ---- | ---------- | ----- |
| 1                             | ━    | 美国       | 840.1 |
| 2                             | ━    | 塞爾維亞   | 761.4 |
| 3                             | ━    | 德国       | 757.3 |
| 4                             | ━    | 法國       | 753.4 |
| 5                             | ━    | 西班牙     | 745.7 |
| 6                             | ━    | 加拿大     | 744.9 |
| 7                             | ━    |            | 733.1 |
| 8                             | ━    | 阿根廷     | 732.5 |
| 9                             | ━    | 拉脫維亞   | 716.1 |
| 10                            | ━    | 立陶宛     | 702.8 |
| 11                            | ━    | 斯洛維尼亞 | 673.8 |
| 12                            | ━    | 巴西       | 672.9 |
| 13                            | ━    | 希腊       | 659.3 |
| 14                            | ━    | 義大利     | 638.6 |
| 15                            | ━    | 波多黎各   | 606.9 |
| 16                            | ━    | 蒙特內哥羅 | 596.6 |
| 17                            | ━    | 波蘭       | 582   |
| 18                            | ━    |            | 551   |
| 19                            | ━    | 捷克       | 545.9 |
| 20                            | ━    | 芬兰       | 537.4 |
| *Change from 2025年2月25日    |      |            |       |
| Complete rankings at FIBA.com |      |            |       |

FIBA男子世界排名（FIBA Men's World Ranking）是FIBA針對世界各國籃球国家队所建立的排名制度。FIBA将男女國家隊及其青年隊分别列出排名，同时也公佈不分性别所有比賽的綜合排名。
排名只考虑五对五篮球比赛，三對三籃球使用按参赛选手个人进行积分排名的另一套系统。

## 排名方式
世界排名仅统计五人制全场比赛的FIBA锦标赛，而例如地区锦标赛、邀请赛、三对三半场比赛和友谊赛等其他比赛不予统计在内。
自2017年10月11日起，FIBA根本性地改变了男子篮球国家队的排名系统，从原先基于赛事排名的系统改为基于单场比赛结果。在过去8年内国家队之间进行的篮球世界杯、奥运会、洲际杯以及上述比赛的资格赛的结果都会被统计在内。

### 每场排名积分（RP）

#### 基本积分和调整分
计入排名的赛事中的每一场比赛都有1000分的“基本积分”，并根据胜负比分按下表分别赋予双方球队：
| 獲勝比分差 | 勝方得分 | 負方得分 |
| ---------- | -------- | -------- |
| 9分及以內  | 650      | 350      |
| 10–19分    | 700      | 300      |
| 20分以上   | 750      | 250      |
| 弃赛       | 700      | 0        |

在资格赛和FIBA顶级赛事中，单场积分还会根据队伍比赛场地而进行调整，被称为“主场分”和“客场分”。在FIBA顶级赛事中，举办国本国的队伍按“主场”计算，与主办国对阵的队伍该场比赛按“客场”计算，其他比赛的队伍均按“中立地”进行计算。
| 主客場 | 调整分 |
| ------ | ------ |
| 主場   | -50    |
| 中立地 | 0      |
| 客場   | +50    |

另外，单场积分还会根据对手的实力而进行调整，这被称为“对手排名分”，根据下列公式计算：
- 对手排名分=1.5×（赛前所有参赛队伍的平均世界排名-赛前对手的世界排名）

队伍在单场比赛结束后获得的排名积分为基本积分、主客场调整分、对手排名分三者之和。

### 积分系数（W）
现行的排名系统仍然会像以前一样根据赛事和地区进行调整，但不再考虑队伍在赛事中的最终排名，而是考虑时间、赛事、阶段和轮次等，由四个系数相乘而成。

#### 时间系数
越近发生的比赛，时间系数就越大，只计算最近8年内的比赛。
| 比賽時間                 | 系数 |
| ------------------------ | ---- |
| 當年（Y）和前一年（Y-1） | 1.0  |
| Y−2和Y−3                 | 0.75 |
| Y-4和Y−5                 | 0.5  |
| Y−6和Y−7                 | 0.25 |

#### 赛事系数
FIBA使用加权平均数来决定每个赛事的系数，每个赛事都会根据赛事激烈程度和参赛队伍来确定该赛事的积分系数。
| 項目                   | 系数 |
| ---------------------- | ---- |
| 世界盃籃球賽           | 2.5  |
| 奥林匹克运动会篮球比赛 | 2.0  |
| 非洲籃球錦標賽         | 0.35 |
| 美洲盃籃球賽           | 0.8  |
| 亞洲盃籃球賽           | 0.45 |
| 欧洲篮球锦标赛         | 1.0  |

亚洲和大洋洲的队伍从2017年起共同参加亚洲赛事。

#### 赛事阶段系数
FIBA还根据比赛所在赛事的阶段设立了阶段系数。
| 阶段                   | 系数 |
| ---------------------- | ---- |
| 歐洲微型國家籃球錦標賽 | 0.15 |
| 资格入围赛             | 0.25 |
| 资格赛                 | 0.5  |
| 正赛                   | 1.0  |

#### 赛事轮次系数
FIBA还根据比赛所在赛事的阶段设立了轮次系数。只有正赛各轮比赛的获胜方才会获得大于1的系数。资格赛、资格入围赛的轮次系数为1。正赛各轮比赛的告负方的轮次系数为1。
| 轮次   | 系数 |
| ------ | ---- |
| 第一轮 | 1    |
| 第二轮 | 2    |
| 第三轮 | 4    |
| 第四轮 | 6    |
| 第五轮 | 6    |

### 总分计算
根据前述方式，得到每一场的排名积分（RP）和系数（W），然后根据下列公式得到最终的积分。
{\displaystyle {\frac {\sum _{i}RP_{i}W_{i}}{\max(\sum _{i}W_{i},K)}}}
K是一个人为设置的常数，仅用于参赛数量极少的球队，以免因为比赛数量过少而导致积分虚高。

### 排名更新
排名現在在排名赛事的每场比賽之後立即更新（包括此類赛事的資格賽）。

## 女子排名
2019年11月起，FIBA开始使用与男子项目相似的基于单场比赛结果的积分系统来对各国女子篮球队进行世界排名。